# Новобабичево
Новоба́бичево (рос. Новобабичево, башк. Яңы Бәпес) — присілок у складі Кармаскалинського району Башкортостану, Росія. Входить до складу Старобабичевської сільської ради.
Населення — 163 особи (2010; 183 в 2002).
Національний склад:
- башкири — 100 %